# Dideoides coquilletti
Dideoides coquilletti är en tvåvingeart som först beskrevs av Goot 1964.  Dideoides coquilletti ingår i släktet Dideoides och familjen blomflugor. Inga underarter finns listade i Catalogue of Life.